# Voleibol nos Jogos Olímpicos de Verão de 1964
O voleibol nos Jogos Olímpicos de Verão de 1964 foi realizado em Tóquio, Japão.
A modalidade foi introduzida no programa olímpico em 1964. A competição tomou a forma de um grupo único com 10 equipes no masculino e 6 equipes no feminino.

## Eventos
Dois eventos da modalidade distribuíram medalhas nos Jogos:
- Torneio masculino (10 equipes)
- Torneio feminino (6 equipes)

## Qualificação
Foi permitido para cada Comitê Olímpico Nacional (CON) competir com apenas um time em cada torneio (masculino e feminino). Como país-sede, o Japão teve garantida uma vaga em cada um dos torneios.
Masculino
| Torneio de qualificação          | Data                                | Sede            | Vagas | Qualificados        |  |
| -------------------------------- | ----------------------------------- | --------------- | ----- | ------------------- |  |
| País-sede                        | 26 de maio de 1959                  | Munique         | 1     | Japão               |  |
| Campeonato Mundial de 1962       | 13–26 de outubro de 1962            | União Soviética | 1     | União Soviética     |  |
| Campeonato Mundial de 1962       | 13–26 de outubro de 1962            | União Soviética | 1     | Checoslováquia      |  |
| Campeonato Mundial de 1962       | 13–26 de outubro de 1962            | União Soviética | 1     | Romênia             |  |
| Qualificação da África           | Dezembro de 1963                    | Alexandria      | 1     | Marrocos · Bulgária |  |
| Qualificação da Ásia             | 22–30 de dezembro de 1963           | Nova Delhi      | 1     | Coreia do Sul       |  |
| Campeonato Europeu de 1963       | 21 de outubro–2 de novembro de 1963 | Roménia         | 1     | Hungria             |  |
| Jogos Pan-americanos de 1963     | 21 de abril–3 de maio de 1963       | São Paulo       | 1     | Estados Unidos      |  |
| Jogos Pan-americanos de 1963     | 21 de abril–3 de maio de 1963       | São Paulo       | 1     | Brasil              |  |
| Qualificação da Europa Ocidental | Janeiro de 1964                     | Bruxelas        | 1     | Países Baixos       |  |
| Total                            |                                     |                 | 10    |                     |  |

Feminino
| Torneio de qualificação      | Data                                | Sede            | Vagas | Qualificados                    |  |
| ---------------------------- | ----------------------------------- | --------------- | ----- | ------------------------------- |  |
| País-sede                    | 26 de maio de 1959                  | Munique         | 1     | Japão                           |  |
| Campeonato Mundial de 1962   | 13–25 de outubro de 1962            | União Soviética | 1     | União Soviética                 |  |
| Campeonato Mundial de 1962   | 13–25 de outubro de 1962            | União Soviética | 1     | Polônia                         |  |
| Campeonato Europeu de 1963   | 22 de outubro–2 de novembro de 1963 | Roménia         | 1     | Romênia                         |  |
| Qualificação Asiática        | 22–30 de dezembro de 1963           | Nova Delhi      | 1     | Coreia do Norte · Coreia do Sul |  |
| Jogos Pan-americanos de 1963 | 21 de abril–3 de maio de 1963       | São Paulo       | 1     | Brasil · Estados Unidos         |  |
| Total                        |                                     |                 | 6     |                                 |  |

## Medalhistas
A União Soviética foi campeã olímpica de voleibol masculino, enquanto a Checoslováquia conquistou a medalha de prata. O Japão completou o pódio ao final em terceiro lugar na classificação final. No feminino, a equipe japonesa e soviética ficaram com o ouro e a prata respectivamente, e a Polônia conquistou o bronze.
| Evento             | Ouro | Prata | Bronze |
| ------------------ | --- | --- | --- |
| Masculino detalhes | Ivans Bugajenkovs Nikolay Burobin Yury Chesnokov Vazha K'ach'arava Valery Kalachikhin Vitaly Kovalenko Staņislavs Lugailo Georgy Mondzolevsky Yuriy Poyarkov Eduard Sibiryakov Yury Vengerovsky Dmitry Voskoboynikov URS União Soviética | Milan Čuda Bohumil Golián Zdeněk Humhal Petr Kop Josef Labuda Josef Musil Karel Paulus Boris Perušič Pavel Schenk Václav Šmídl Josef Šorm Ladislav Toman TCH Checoslováquia                                                            | Katsutoshi Nekoda Masayuki Minami Naohiro Ikeda Sadatoshi Sugahara Teruhisa Moriyama Toshiaki Kosedo Tokihiko Higuchi Tsutomu Koyama Yasutaka Sato Yutaka Demachi Yūzo Nakamura Takeshi Tokutomi JPN Japão    |
| Feminino detalhes  | Yuko Fujimoto Masae Kasai Emiko Miyamoto Kinuko Tanida Yuriko Handa Yoshiko Matsumura Sata Isobe Masako Kondo Katsumi Matsumura Setsuko Sasaki Yoko Shinozaki Ayano Shibuki JPN Japão                                                    | Nelli Abramova Astra Biltauere Lyudmila Buldakova Lyudmila Gureyeva Valentina Kamenek-Vinogradova Marita Katusheva Ninel Lukanina Valentina Mishak Tatyana Roshchina Inna Ryskal Antonina Ryzhova Tamara Tikhonina URS União Soviética | Hanna Busz Krystyna Czajkowska Maria Golimowska Barbara Hermel Krystyna Jakubowska Danuta Kordaczuk Krystyna Krupa Józefa Ledwig Jadwiga Marko Jadwiga Rutkowska Maria Śliwka Zofia Szczęśniewska POL Polônia |

## Quadro de medalhas do voleibol
| Ordem | País                | Medalha de ouro | Medalha de prata | Medalha de bronze | Total |
| ----- | ------------------- | --------------- | ---------------- | ----------------- | ----- |
| 1     | URS União Soviética | 1               | 1                | 0                 | 2     |
| 2     | JPN Japão           | 1               | 0                | 1                 | 2     |
| 3     | TCH Checoslováquia  | 0               | 1                | 0                 | 1     |
| 4     | POL Polônia         | 0               | 0                | 1                 | 1     |